# Bauherrenmodell
Unter Bauherrenmodell versteht man in der Immobilienwirtschaft eine zivilrechtliche Gestaltungsform zur Ausnutzung von Steuervorteilen, bei der sich mindestens zwei Bauherren zwecks Errichtung und Finanzierung einer Wohn- oder Gewerbeimmobilie zusammenschließen.

## Allgemeines
Das Bauherrenmodell ist eine Art von Baumodellen, zu denen noch das Bauträgermodell, Generalübernehmer- und Generalunternehmermodell, der Mietkauf sowie der geschlossene Immobilienfonds gehören. Diese Baumodelle unterscheiden sich insbesondere in der Form des Zusammenwirkens der Beteiligten und ihrer Aufgaben. Als Beteiligte gibt es beim Bauherrenmodell den Bauherrn, die Bauherrengemeinschaft, den Baubetreuer und den Treuhänder.
Bauherr ist, wer auf eigene Rechnung und Gefahr ein Gebäude baut oder bauen lässt (§ 15 Abs. 1 EStDV). Damit ist der Bauherr rechtlich und steuerrechtlich nicht Käufer. Die Bauherrengemeinschaft ist der Zusammenschluss mehrerer Bauherren zu einer BGB-Gesellschaft mit dem gemeinsamen Zweck der Errichtung eines Gebäudes. Baubetreuer ist nach § 34c Abs. 1 Nr. 3b GewO, wer Bauvorhaben im fremden Namen für fremde Rechnung wirtschaftlich vorbereiten oder durchführen soll. Der – von den anderen Beteiligten unabhängige – Treuhänder muss dem BGH zufolge die Abwicklung eines Bauvorhabens daraufhin überwachen, dass sie der Anerkennung der Anleger als Bauherren und der Gewährung der damit verbundenen Steuervorteile nicht entgegensteht. Er handelt im Auftrag und mit Vollmacht der Bauherren, übernimmt Überwachungsaufgaben, wirkt bei der Vertragsgestaltung und notariellen Beurkundung mit und bestimmt durch seine weitgehenden Vollmachten wesentlich den Erfolg des Bauherrenmodells. Er schließt im Namen und für Rechnung der Bauherren alle wichtigen Verträge (Grundstückskaufvertrag, Bauvertrag, Kreditvertrag).

## Arten

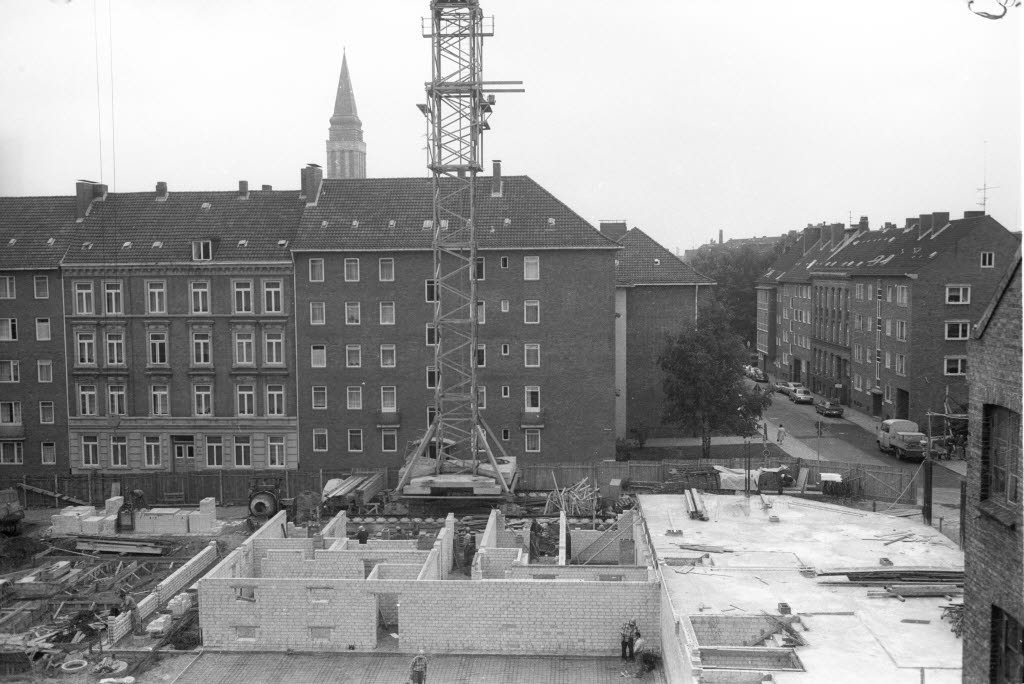
Der erste Wohnhauskomplex in Kiel, der nach dem „Kölner Modell“ finanziert wurde (1975)

Das Kölner Modell ist der Prototyp und die bedeutendste Art des Bauherrenmodells. Die in einer Bauherrengemeinschaft zusammengeschlossenen Bauherren erwerben als Kapitalanlage ein Grundstück und beauftragen einen Bauträger mit der Errichtung von Gewerbe- oder Wohnimmobilien. Die Finanzierung des Kaufpreises (Grundstück und Gebäude sowie „weiche Kosten“) übernehmen Kreditinstitute im Rahmen der Immobilienfinanzierung; der Abschluss aller Verträge erfolgt durch den Treuhänder. Das erste Großprojekt mit dem „Kölner Modell“ war das „Quartier St. Martin“, eine Wohnbebauung um die Kirche Groß St. Martin, die zwischen 1971 und 1976 von den Architekten Joachim und Margot Schürmann konzipiert und von der im Juni 1971 gegründeten Gesellschaft „modernes köln“ betreut wurde. Die Architekten erhielten hierfür 1981 den Deutschen Architekturpreis als „ausgezeichnetes Beispiel für die gelungene Einfügung eines Neubaus in eine bestehende Altstadtstruktur“.
Beim Hamburger Modell übernimmt eine vermögensverwaltende Kommanditgesellschaft (KG) die Bauherreneigenschaft, wird Wohnungseigentümer und erzielt die Einkünfte aus Vermietung und Verpachtung. Der Anleger ist an der KG als Kommanditist beteiligt.
Beim Ersterwerbermodell (Käufermodell) erwirbt der Anleger die bezugsfertige Immobilie durch Kauf, wobei im Regelfall ein Treuhänder eingeschaltet ist, der vom Käufer mit der Abwicklung des Kaufs beauftragt wird. Da der Anleger nicht Bauherr ist, sondern die Bauträger- oder Wohnungsbaugesellschaft, liegt streng genommen kein Bauherrenmodell vor. Aufgrund der fehlenden Bauherreneigenschaft ist die Abzugsfähigkeit von Werbungskosten im Erwerbsjahr stärker eingeschränkt als bei den übrigen Bauherrenmodellen.

## Rechtsfragen
Die auf Grundlage des bürgerlichen Rechts und im Rahmen des jeweils geltenden Steuerrechts durchgeführten Bauherrenmodelle gingen dem Steuergesetzgeber zu weit, so dass es sukzessive zu gravierenden Einschränkungen kam. Grund für die Entwicklung des Bauherrenmodells war insbesondere das Steuerrecht, weil es Steuervorteile eher für den Bauherrn als für den Erwerber bot. Die Finanzbehörden haben seit 1978 die im „Kölner Modell“ erzielbaren Steuervorteile durch Prüfung der Bauherreneigenschaft und durch engere sachliche und zeitliche Definition der Werbungskosten begrenzt. Eine Rundverfügung der Oberfinanzdirektion Hannover vom 2. Oktober 1978 nannte beispielhaft für die Zuordnung des Bauherrenwagnisses das Risiko der Verteuerung der Gründungskosten wegen der Baugrundbeschaffenheit sowie die Fragen, wer die Bauherrenhaftpflichtversicherung abschließt, wem die Baugenehmigung erteilt wird, wer das Risiko der Finanzierungsbeschaffung trägt, in wessen Namen die Bauverträge abgeschlossen werden und ob Dritte die Erfüllung der Zahlungsverpflichtungen der Bauinteressenten garantieren.
Der Finanzausschuss des Bundestages kritisierte im Juni 1980 die Ausnutzung der Gestaltungsmöglichkeiten des Steuerrechts in der Weise, „dass bei relativ geringem Kapitaleinsatz und hoher Fremdfinanzierung Betriebsausgaben bzw. Werbungskosten möglichst weitgehend vorverlagert werden mit der Folge, dass über hohe den Kapitaleinsatz übersteigende Verlustzuweisungen der ersten Jahre Steuern in einem Umfang erspart werden, der den Kapitaleinsatz weitgehend ausgleicht oder sogar übersteigt“. Durch § 15a EStG wird seitdem die steuerliche Berücksichtigung von Verlusten bei Kommanditisten auf deren Kommanditanteil begrenzt, wovon das „Hamburger Modell“ betroffen ist.
Die Finanzverwaltung reagierte mit mehreren so genannten Bauherrenerlassen des Bundesministeriums der Finanzen, erstmals im August 1972, worin die Kosten danach aufgeteilt wurden, ob sie zu Beginn als Werbungskosten sofort abzugsfähig sind oder nur als Anschaffungs- oder Herstellungskosten über die Nutzungsdauer abgeschrieben werden dürfen. Der nächste Bauherrenerlass sah im August 1981 weitgehende Restriktionen vor. Danach musste der Bauherr das Baugeschehen beherrschen und das Finanzierungsrisiko tragen. Er gab katalogartig an, wie die verschiedenen Aufwendungen zu beurteilen und einzuordnen waren. Weitere Bauherrenerlasse folgten im August 1990, wonach die Bauherreneigenschaft einen bestimmenden Einfluss auf Planung und Ablauf des Bauvorhabens ausüben muss, und im August 2003.
Flankierend griff die Rechtsprechung des Bundesfinanzhofs ein, der im April 1980 erstmals steuerrechtlich zwischen sofort abziehbaren Werbungskosten, Herstellungskosten und Anschaffungskosten bei Bauherrengemeinschaften abgrenzte. Im Urteil definierte er: „Schließen sich mehrere zusammen, um gemeinsam einen Bau zu erstellen, dann sind sie Bauherren, wenn sie selbst – im Wege der Arbeitsteilung oder durch unselbständige Arbeitskräfte – das Baugeschehen beherrschen.“ Diese Beherrschung bezweifelte er in einer Entscheidung vom November 1989, denn würde „die Gesamtheit der Anleger wesentlichen Einfluss auf die Vertragsgestaltung oder Vertragsdurchführung nehmen, wäre der Vertragszweck nicht zu erreichen“. Hierin stellte der Bundesfinanzhof klar, dass Kapitalanleger im Bauherrenmodell einkommensteuerrechtlich regelmäßig nicht als Bauherren, sondern als Erwerber des bebauten Grundstücks zu beurteilen sind, „wenn sie sich aufgrund eines von den Projektanbietern vorformulierten Vertragswerks beteiligen und sich durch diese vertreten lassen“. Der Bundesfinanzhof trug mit seiner restriktiven Rechtsprechung letztlich dazu bei, den Werbungskostenabzug einzuschränken.
Im Januar 1985 kam es schließlich zur Aufhebung der Umsatzsteueroption für umsatzsteuerpflichtige Kapitalanleger.

## Ehemalige Steuerersparnis
Das Bauherrenmodell beruhte ursprünglich auf der Überlegung, dass die wirtschaftlichen Verluste in Form der Einlage (= Kaufpreis) und der für deren Finanzierung aufzubringenden Kreditzinsen und Tilgungen durch die Minderung der Steuerlast im Jahr der Beteiligung und durch die Einnahmen aus der Vermietung wieder aufgewogen wurden. Voraussetzung dafür waren hohe Einkommen der steuerpflichtigen Bauherren. Die in der Bauphase entstehenden Aufwendungen („weiche Kosten“) konnte der Bauherr als Werbungskosten vom steuerpflichtigen Einkommen absetzen. Der hohe Fremdfinanzierungsanteil löste bei ihm Zinsaufwand aus, der zwangsläufig zu steuerlichen Verlusten bei Vermietung und Verpachtung führte, die den Einnahmen aus anderen Einkunftsarten verrechnet werden konnten und so die Steuerbelastung minderten. Die hohen steuerlichen Verluste aus der Vermietung minderten die Einnahmen des Bauherrn, so dass sich das Bauherrenmodell letztlich durch Steuerersparnisse finanzieren sollte. Ein Vermietungsrisiko besitzt der Bauherr nicht, wenn eine Mietgarantie dieses Risiko abdeckt und damit den Schuldendienst für die aufgenommene Immobilienfinanzierung sichert.

## Heutige Situation
Heute ist infolge der Änderungen des Steuerrechts die Bedeutung der Bauherrenmodelle gesunken, wenn auch durchaus nicht verschwunden. Bauherrenmodelle sind zu Zeiten hoher Inflation noch attraktiv, auch wenn sie keine Steuerersparnis, sondern lediglich noch eine Steuerstundung bieten. Seit Dezember 2005 kommt es nämlich zu einer Steuerstundung, wenn Anfangsverluste von mehr als 10 % der Einlage prognostiziert werden (§ 15b Abs. 3 EStG). Dann dürfen diese negativen Einkünfte nur mit späteren Überschüssen aus dem gleichen Modell verrechnet werden (§ 15b Abs. 1 EStG) und nicht mehr mit Einkünften aus anderen Einkunftsarten. Eine Steuerstundung liegt vor, wenn auf Grund einer modellhaften Gestaltung steuerliche Vorteile in Form negativer Einkünfte erzielt werden sollen. Dies ist der Fall, wenn dem Steuerpflichtigen auf Grund eines vorgefertigten Konzepts die Möglichkeit geboten werden soll, zumindest in der Anfangsphase der Investition Verluste mit übrigen Einkünften zu verrechnen (§ 15b Abs. 2 EStG). Bauherrenmodelle führen nur dann noch zu einer Steuerersparnis, wenn die voraussichtlichen Anfangsverluste bis 10 % der Einlagen erreichen.